# FK Crvena zvezda
FK Crvena zvezda srbijanski je nogometni klub iz Beograda.

## Povijest
Najveći uspjeh klub postiže 1991. godine osvajajući Kup europskih prvaka (sadašnja Liga prvaka) u Bariju, Italija i Interkontinentalni kup u Tokiju, Japan iste godine. U finalu Kupa UEFA 1979. godine gubi od njemačke momčadi Borussia Mönchengladbach.
Crvena zvezda imala je sporednu ulogu u jednoj od najvećih tragedija u nogometnoj povijesti. Godine 1958. zrakoplov koji je prevozio klub Manchester United s njihovog susreta s Crvenom zvezdom u Beogradu, srušio se ubrzo nakon što je poletio iz zračne luke u Münchenu gdje se punio gorivom. Smrtno je stradalo 8 Unitedovih igrača. Trener Matt Busby i još nekoliko igrača bilo je ozlijeđeno. Nesreća će zauvijek biti upamćena kao münchenska avionska nesreća.
Za razliku od ostalih momčadi, redove Crvene zvezde popunjavali su uglavnom igrači iz tadašnjeg tuzemstva, kao što su Dejan Savićević, Vladimir Jugović, Siniša Mihajlović, Dejan Stanković i Dragan Stojković.
Najveći suparnik Crvene zvezde je Partizan i utakmice između ova dva kluba su obično veliki nogometni događaji. Susreti su poznati pod nazivom Vječni derbi (srp. Вечити дерби, Večiti derbi), a klubovi kao vječni rivali.
Najviše utakmica u dresu Crvene zvezde od raspada SFRJ, odigrao je Ilija Ivić (146), a najviše pogodaka postigao je Mihajlo Pjanović (80).

## Stadion
Stadion Crvene zvezde najveći je stadion u Srbiji, često nazivan Marakana ili Mala Marakana, po slavnom brazilskom stadionu.
Od prosinca 2014. godine, stadion nosi ime Rajko Mitić po Zvezdinoj prvoj "zvijezdi" Rajku Mitiću.

## Poznati igrači
Vratari
- Vladimir Beara
- Ratomir Dujković
- Aleksandar Stojanović
- Živan Ljukovčan
- Stevan Stojanović
- Tomislav Ivković
- Zvonko Milojević
- Dragoslav Jevrić
- Aleksandar Kocić
- Ivan Ranđelović
- Vladimir Stojković
- Vladimir Dišljenković
- Boban Bajković

Braniči
- Miodrag Belodedić
- Živorad Jevtić
- Marko Elsner
- Milivoj Bračun
- Goran Jurić
- Boško Đurovski
- Vladmir Durković
- Vladimir "Vladica" Popović
- Slavoljub Muslin
- Siniša Mihajlović
- Ilija Najdoski
- Mitko Stojkovski
- Dragan Kanatlarovski
- Refik Šabanadžović
- Nemanja Vidić
- Aleksandar Luković
- Goran Đorović
- Bratislav Živković
- Dušan Basta
- Pavle Ninkov
- Marjan Marković
- Lee Addy
- Milivoje Vitakić
- Nenad Lalatović
- Milan Dudić
- Vinko Marinović
- Stevo Glogovac
- Dušan Anđelković
- Milan Vilotić
- Milan Jovanović
- Nikola Mikić
- Goran Bunjevčević

Vezni igrači
- Vladimir Jugović
- Vladimir Petrović
- Robert Prosinečki
- Dejan Savićević
- Dejan Stanković
- Dragoslav Šekularac
- Dragan Stojković
- Velibor Vasović
- Rajko Janjanin
- Sead Sušić
- Elvir Bolić
- Perica Ognjenović
- Milenko Aćimović
- Branko Bošković
- Ivan Adžić
- Segundo Castillo
- Mauricio Molina
- Boško Janković
- Blagoy Georgiev
- Vlada Stošić
- Mitar Mrkela
- Zoran Njeguš
- Leo Lerinc
- Nikola Lazetić
- Ognjen Koroman
- Ivan Gvozdenović
- Bojan Đorđić
- Dragan Mladenović
- Dejan Milovanović
- Darko Ljubojević
- Dejan Ilić
- Nenad Kovačević
- Evandro Goebel
- Carlos Eduardo de Fiori Mendes

Napadači
- Stanislav Karasi
- Darko Kovačević
- Darko Pančev
- Dušan Savić
- Borivoje "Bora" Kostić
- Rajko Mitić
- Miloš Šestić
- Dragan Džajić
- Jovan Aćimović
- Zdravko Borovnica
- Dušan Savić
- Milko Đurovski
- Dragiša Binić
- Vojin Lazarević
- Mihajlo Pjanović
- Miodrag Pantelić
- Marko Pantelić
- Nikola Žigić
- Cléverson Gabriel Córdova
- Ailton Gonçalves da Silva
- Dragan Bogavac
- Hernán Barcos
- Nenad Jestrović
- Zoran Jovičić
- Bernard Parker
- Aboubakar Oumarou
- Dragan Mićić
- Dragan Mrđa
- Nenad Stojanović
- Milan Purović
- Goran Drulić
- Filip Đorđević
- Cristian Borja
- Nebojša Krupniković
- Dragoslav Stepanović
- Jovan Aćimović
- Dejan Petković
- Ilija Ivić

### Zvezdina zvijezda
Već 50 godina postoji običaj da se nagrade igrači Crvene zvezde koji su ostavili što veći dojam u klupskoj povijesti. Zasad je naslov "Zvjezdine zvijezde" (srp. "Zvezdine zvezde") dobilo tek pet igrača (na svakih 10 godina postojanja kluba). S obzirom na to da od 1990. godine nije proglašena nova zvijezda, uprava kluba je zajedno s navijačima donijela odluku da proglasi još jednu zvijezdu, te da ukine tradiciju proglašavanja Zvezdinih zvijezda i da osnuje kuću slavnih. Glasovanjem je odlučeno da to ne bude jedan nogometaš, već cijela generacija Crvene zvezde koja je 1991. godine osvojila Kup europskih prvaka.
Zvezdinim zvijezdama su proglašeni:
- Rajko Mitić
- Dragoslav Šekularac
- Dragan Džajić
- Vladimir Petrović
- Dragan Stojković
- Generacija Crvene zvezde iz 1991. godine

## Klupski uspjesi

### Domaći uspjesi
Državna prvenstva
- Prvenstvo SFRJ: 
  - Prvak (20): 1951., 1952./53., 1955./56., 1956./57., 1958./59., 1959./60., 1963./64., 1967./68., 1968./69., 1969./70., 1972./73., 1976./77., 1979./80., 1980./81., 1983./84., 1985./86., 1987./88., 1989./90., 1990./91., 1991./92.

- Prvenstvo SR Jugoslavije: 
  - Prvak (3): 1994./95., 1999./00., 2000./01.

- Prvenstvo Srbije i Crne Gore: 
  - Prvak (2): 2003./04., 2005./06.

- Superliga Srbije: 
  - Prvak (11): 2006./07., 2013./14., 2015./16., 2017./18., 2018./19., 2019./20., 2020./21., 2021./22., 2022./23., 2023./24., 2024./25.

Državni kupovi
- Kup maršala Tita:
  - Osvajač (12): 1948., 1949., 1950., 1957./58., 1958./59., 1963./64.,  1967./68., 1969./70.,  1970./71.,  1981./82.,  1984./85.,  1989./90.

- Kup SR Jugoslavije:
  - Osvajač (7): 1992./93., 1994./95., 1995./96., 1996./97., 1998./99., 1999./00., 2001./02.

- Kup SiCG:
  - Osvajač (2): 2003./04., 2005./06.

- Kup Srbije:
  - Prvak (8): 2006./07., 2009./10., 2011./12., 2020./21., 2021./22., 2022./23., 2023./24., 2024./25.

Državni superkupovi
- Superkup SFRJ:
  - Osvajač (1): 1969., 1971.

Državni liga kupovi
- Liga kup SFRJ
  - Osvajač (1): 1973.

### Europski uspjesi
UEFA Kup/Liga prvaka:
- Osvajač (1): 1990./91.

Kup UEFA:
- Finalist (1): 1978./79.

UEFA Superkup:
- Finalist (1): 1991.

Mitropa kup:
- Osvajač (2): 1958., 1968.

Interkontinentalni kup:
- Osvajač (1): 1991.

## Navijači
Istraživanja pokazuju da je Crvena zvezda klub s najviše navijača u cijeloj Srbiji, a također ima i velik broj navijača u okolnim državama. Navijači kluba se od 1989. zovu Delije, ali i dalje se koristi i stariji naziv "Cigani". Navijači su organizirani u brojne navijačke skupine, ali nastupaju jedinstveno.